# Paolo Scheggi

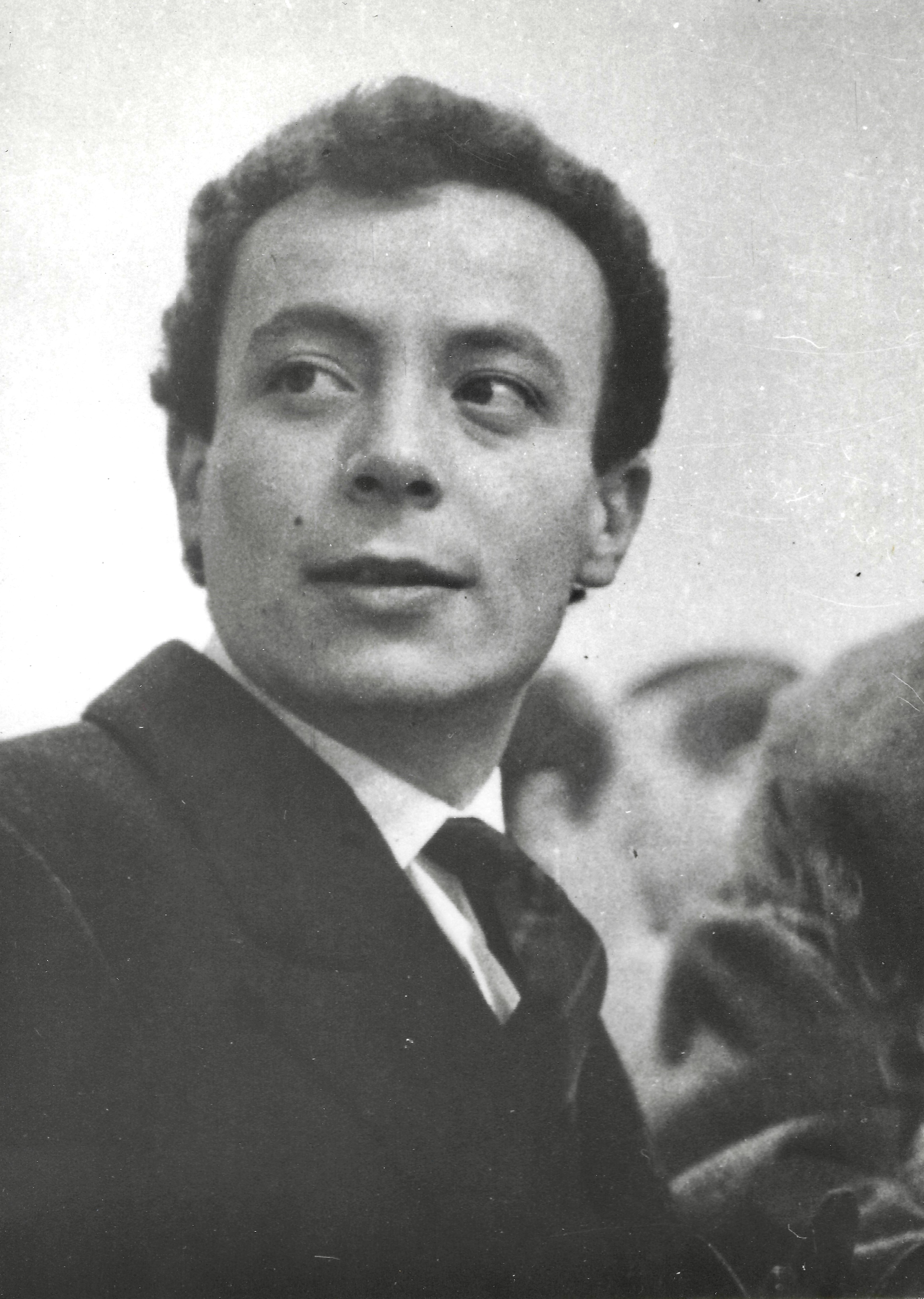
Paolo Scheggi

Paolo Scheggi (* 19. August 1940 in Florenz, Italien; † Juni 1971 in Rom) war ein italienischer Maler des Konstruktivismus.

## Leben und Werk
Scheggi ist in Settignano geboren, er erhielt seine Ausbildung in Florenz an der Akademie der Schönen Künste. 1960 gründete er die Kunst- und Literaturzeitschrift Il malinteso. 1961 zog er nach Mailand um, wo er in Kontakt zu den Mailänder Konzeptkünstlern Agostino Bonalumi (1935–2013), Enrico Castellani und Dadamaino (1930–2004) kam und sich mit dem Informel und dem Werk Lucio Fontanas auseinandersetzte. 1965 wurde er Redaktionsmitglied der Literaturzeitschrift Marcatré und hatte die ersten Ausstellungen seiner Objekte in Mailänder Galerien. Scheggis monochrom gelbes Exponat „Intersuperficie curva da giallo“ (1965) zeigt die Verräumlichung des Tafelbildes zum Bild-Objekt. Er schnitt in geometrischer Anordnung kreisrunde Löcher in die mit Leinen überzogenen Wände, die er schließlich hintereinander montierte.
1966 war er auf der 33. Biennale di Venezia vertreten, wo er vier derartige Objekte (Intersuperfici curve) in weiß, gelb, rot und blau zeigte. In Paris war er 1966 mit einer Arbeit in der Abteilung der Konstruktivisten auf dem 21. Salon de Réalités Nouvelles im Pariser Musée d'art moderne vertreten.
Scheggi starb 1971 in Rom. Sein Werk wurde nach seinem Tod in Retrospektiven 1976 in der
Galleria d’Arte Moderna in Bologna, 1976 im Waffensaal des Palazzo Vecchio in Florenz, 1990 in der „Il Naviglio gallery“ in Mailand, 2002 und 2010 in der Galleria Niccoli in Parma, 2007 in der „Galleria Colossi“ in Chiari (Brescia) und in der „Galleria Il POnte“ in Florenz.
Im Januar 2013 wird die „Associazione Paolo Scheggi“ in Mailand gegründet wurde. Der Zweck der „Associazione Paolo Scheggi“ ist: authentifizieren, speichern, bewahren und katalogisieren die Werke von Paolo Scheggi und auch alle Schriften, Dokumente, Daten, Zeugnisse, Nachrichten und anderes Material von Paolo Scheggi, in Bezug auf die Arbeit und das Leben von Paul Scheggi, zu fördern und in Kongressen, Konferenzen, Symposien, Seminaren, Ausstellungen über die Werke von Paolo Scheggi zusammenarbeiten. Key Aktivitäten der „Associazione Paolo Scheggi“, ist die Realisierung des Catalogue Raisonné von Paolo Scheggi, die derzeit im Gange.

## Einzelausstellungen (Auswahl)
- 1961 „Itinerario plastico prestabilito. 18 monotipi dal bianco e dal nero“, Galleria della Vigna Nuova, Firenze
- 1962 „Intersupifici curve a zone riflesse“, Galleria II Cancello, Bologna
- 1964 „Sette Intersupifici curve bianche + una Intersupificie curva dal rosso + tre compsitori spaziali“, Galleria del Deposito, Genova/ „Intersurfaces courbes + compositeurs spatiaux + projets d'intégration plastique“, Galerie Smith, Bruxelles
- 1965 „Paolo Scheggi/Intersuperfici curve“, Galleria II Chiodo, Palermo/ „Paolo Scheggi“, Galleria II Cavallino, Venezia/ „Problemi sul cerchio-10 intersuperfici curve bianche“, Centro Arte Viva, Trieste/ „Œuvres plastiques et appliquèes“, Galerie Smith, Bruxelles
- 1966 „Intersuperfici curve“, Ewan Phillips Gallery, London/„Nuova tendenza in Italia“, Galleria del Naviglio, Milano
- 1967 „Paolo Scheggi“, Galleria del Naviglio, Milano
- 1968 „Otto Intersuperfici modulari + un progetto di integrazione plastica“, Galerie Kuckeh, Bochum
- 1969 „Intersuperfici curve“, Modern Art Agency, Napoli/„Oplà-stick, Passione secondo Paolo Scheggi“, Galleria del Naviglio, Milano/„Oplà-azione-lettura-teatro + Intersuperfici modulari“, Galleria Flori e strade, Firenze
- 1971 „Sei profeti per sei geometrie“, Galleria del Naviglio, Milano
- 1973 „Personale“, Studio 2B, Bergamo
- 1974 „Paolo Scheggi“, Galleria II Centro, Napoli/„Paolo Scheggi“, Galleria del Naviglio, Milano
- 1976 „Paolo Scheggi“, Galleria d'Arte Moderna, Bologna
- 1983 „Paolo Scheggi“, Sala d'Arme di Palazzo Vecchio, Firenze
- 1990 „Paolo Scheggi“, Galleria Elleni, Bergamo/„Ommagio a Paolo Scheggi“ Galleria del Naviglio, Milano
- 2002 „Paolo Scheggi - la breve e intensa stagione“, Galleria d'Arte Niccoli, Parma
- 2010 „Paolo Scheggi“, Galleria d'Arte Niccoli, Parma
- 2013 „Paolo Scheggi - Intercamera plastica e altre storie“, Centro per l'arte contemporanea Luigi Pecci, Prato